# Katha Upanishad
Il Katha Upanishad (Sanscrito: कठोपनिषद् or कठ उपनिषद्) è uno dei mukhya Upanishads (testi sacri induisti), contenuto nelle ultime 8 sezioni del Katha della scuola Krishna Yajurveda. È anche conosciuto come Upanishad ed è il numero 3 nella lista dei 108 canoni Muktika.
Il Katha Upanishad è formato da due capitoli (Adhyāyas), ognuno diviso in 3 sezioni (Vallis). Il primo Adhyaya è considerato essere di più antica origine rispetto al secondo. Upanishad è la leggendaria storia di un giovane ragazzo, Nachiketa - figlio di Sage Vajasravasa, che incontrò Yama (dio indiano della morte). La loro conversazione evolve in una discussione sulla natura dell'uomo, la conoscenza, Atman (anima) e Moksha (liberazione).
La cronologia del Katha Upanishad non è chiara ed è spesso argomento di dibattito. Per i Buddisti infatti fu composto dopo i primi canoni buddisti (XV secolo a.C.). Per gli Induisti fu composto prima di tali testi nel 1 millennio a.C.
Il Kathaka Upanishad è un antico ed importante corpus in Sanscrito della scuola Vedanta e un influente Śruti per le diverse scuole Induiste. Afferma che "Atman" (l'anima, il sé) esiste, insegna i precetti del "cerca la conoscenza di sé che è la più alta beatitudine", ed espone questa premessa come le altre Upanishad primarie dell'Induismo. L'Upanishad presenta idee che contrastano con l'Induismo con l'affermazione del Buddhismo secondo cui "l'anima, il sé non esiste" e il precetto del buddismo che si dovrebbe cercare "la vacuità" (Śūnyatā) che è la beatitudine più alta". Gli insegnamenti dettagliati di Katha Upanishad sono stati variamente interpretati, come Dvaita (dualistica) e come Advaita (non dualistica).
È tra le Upanishad più studiate. Katha Upanishad fu tradotta in persiano nel XVII secolo, le cui copie furono poi tradotte in latino e distribuite in Europa. Max Müller e molti altri l'hanno tradotto. Altri filosofi come Arthur Schopenhauer la lodarono, Edwin Arnold la rese in versi come "Il segreto della morte", e Ralph Waldo Emerson utilizzò Katha Upanishad per la storia centrale alla fine del suo saggio "Immortality", così come nel suo poema "Brahma".

## Etimologia
Katha (Sanscrito: कठ) significa letteralmente "angoscia". Katha è anche il nome di un saggio, il fondatore di un ramo del Krishna Yajur-veda, come del termine di allievo o seguace della scuola Kathas di Yajurveda. Paul Deussen osserva che la Katha Upanishad usa parole che simbolicamente incorporano e hanno più significati. Ad esempio, una parola molto pronunciata Katha (sanscrito: कथा) significa letteralmente "storia, leggenda, conversazione, parola, racconto". Tutti questi significati correlati sono utilizzati nella Katha Upanishad.
Nachiketa, il ragazzo, personaggio centrale nella leggenda Katha Upanishad, allo stesso modo, ha parole strettamente correlate con radici e significati rilevanti per il testo. Paul Deussen suggerisce che Na kṣiti e Na aksiyete, sono giochi di parole, pronunciati simili a Nachiketa, che significa "non-decadimento, o ciò che non decade", un significato che è rilevante per la seconda parte della storia di Nachiketa. Allo stesso modo, Na jiti è un altro gioco di parole e significa "ciò che non può essere sconfitto", rilevante per il terzo dono di Nachiketa. Sia Whitney che Deussen suggeriscono indipendentemente un'altra variante di Nachiketa, con radici etimologiche rilevanti per Katha Upanishad: la parola Na-ciketa significa anche "Non so, o non sa". Alcuni di questi giochi di parole sanscriti sono presenti nel testo.
Come Taittiriya Upanishad di Yajurveda, ogni sezione della Katha Upanishad è chiamata Valli (वल्ली), che significa letteralmente un medicinale vine, come la pianta rampicante che cresce indipendentemente ma rimane attaccata ad un albero principale. Paul Deussen afferma che questa terminologia simbolica è la più adatta e probabilmente riflette la radice e la natura delle Upanishad nel Veda Yajur nero, anch'essa largamente indipendente dallo Yajur Veda liturgico, ed allegata al testo principale.

## Cronologia
La cronologia di Katha Upanishad non è chiara e viene contestata dagli studiosi. Tutte le opinioni si basano su scarse prove, analisi arcaiche, stile e ripetizioni attraverso i testi, guidata da supposizioni sulla probabile evoluzione delle idee e su presunzioni su quale filosofia possa aver influenzato le altre filosofie indiane.
Studiosi buddhisti come Richard King datano la composizione di Katha Upanishad all'incirca al V secolo a.C.,  ponendolo cronologicamente dopo i primi canoni buddhisti Pali.
Studiosi di induismo come Stephen Phillips notano il disaccordo tra gli studiosi moderni. Phillips data Katha Upanishad dopo Brihadaranyaka, Chandogya, Isha, Taittiriya, Aitareya e Kena, ma prima di Mundaka, Prasna, Mandukya, Svetasvatara e Maitri Upanishads, così come prima dei primi canoni buddisti Pali e Jaina.
Ranade in accordo quasi totale con Phillips, colloca la composizione di Katha nel quarto gruppo di antiche Upanishad insieme a Mundaka e Svetasvatara. Anche Paul Deussen considera Katha Upanishad un post-prosa. Winternitz considera la Kathaka Upanishad come una letteratura pre-buddista, pre-Jaina.

## Ricezione
Charles Johnston ha definito Katha Upanishad come uno dei più alti testi spirituali, con strati di metafore incorporati in esso. Per Johnston, le tre notti e tre doni nel primo Valli di Katha Upanishad, ad esempio, sono tra i molti strati del testo, con i tre che connotano il passato, il presente e il futuro.

### Nella cultura di massa
Un verso in Upanishad ha ispirato il titolo e l'epigrafe del W. Somerset Maugham del 1944, The Razor’s Edge, successivamente adattato, due volte, nel film dello stesso titolo. L'epigrafe recita:
tratto da un versetto nel Katha-Upanishad - 1.3.14. Maugham aveva visitato l'India nel 1938 e incontrò Ramana Maharishi nel suo ashram di Tamil Nadu.